# Гур'євський округ (Калінінградська область)
Гур'євський район (рос. Гурьевский район) — адміністративна одиниця Калінінградської області Російської Федерації.
Адміністративний центр — місто Гур'євськ.

## Адміністративний поділ
До складу району входять одне міське та 7 сільських поселень:
1. Гур'євське міське поселення
2. Большеісаковське сільське поселення
3. Добринське сільське поселення
4. Кутузовське сільське поселення
5. Луговське сільське поселення
6. Низовське сільське поселення
7. Новомосковське сільське поселення
8. Храбровське сільське поселення